# Cypher (película)
Cypher es una película de ciencia ficción del 2002 protagonizada por Jeremy Northam y Lucy Liu. Fue escrita por Brian King y dirigida por Vincenzo Natali. Jeremy Northam ganó el premio a mejor actor en el Festival de Cine de Sitges
.

## Argumento
Morgan Sullivan (Jeremy Northam) es un contable desempleado que está aburrido de su vida suburbana y cuya mujer presiona para que tome un trabajo que le ofrece el padre de esta última. Sin embargo, este decide incorporarse a una corporación de espionaje llamada Digicorp. El jefe de seguridad de esta empresa llamado Finster (Nigel Bennett) recluta a Morgan y le asigna una nueva identidad. Adaptando su nueva identidad, Jack Thursby, es enviado a una serie de convenciones para grabarlas en secreto y enviarlas al cuartel general. Pronto Sullivan se encuentra con que está teniendo una serie de pesadillas recurrentes y dolor en el cuello. Cuando en una de esas convenciones conoce a Rita Foster (Lucy Liu) que pertenece a una corporación de la competencia, la vida de Morgan comienza a complicarse.
Rita le da una serie de pastillas para el dolor en el cuello y para las pesadillas y le dice que no comunique nada de la siguiente convención. Después de la convención Digicorp confirma que ha recibido la transmisión correspondiente aunque Morgan no ha enviado tal grabación. Convencido de que algo extraño está pasando Morgan decide tomar las pastillas que Rita le ha dado y se encuentra con que funcionan. Confundido acerca de los acontecimientos e intrigado por Rita, decide tener una nueva cita con ella. Una vez que hablan Rita le cuenta acerca del engaño de Digicorp y le ofrece un antídoto —una sustancia verde en una gran jeringa—. Morgan acepta inseguro y Rita le advierte de que no debe reaccionar sea lo que sea que vea en la convención.
Morgan descubre que todos en la convención son espías como él que creen que son espías trabajando para Digicorp. Inducidos por una droga que se les pone en la bebida, se encuentran en una especie de sueño durante el que unos científicos les lavan el cerebro. A través de unos auriculares, se les fuerza a creer que son una persona diferente preparándolos para usarlos e inmediatamente deshacerse de ellos. Creyendo que Morgan ha asumido su nueva identidad una empresa llamada Sunway Systems, competidora directa de Digicorp, recluta a Morgan para así usarlo de doble agente. El jefe de seguridad Callaway (Timothy Webber) le pasa a Morgan información errónea para que llegue a Digicorp. Morgan llama a Rita quien le advierte de que en Sunways son igual de despiadados y que, de hecho, está siendo utilizado por el jefe de Rita, Sebastian Rooks. Morgan se las ingenia para robar información requerida de Sunway Systems y escapa con ayuda de Rita.
Finalmente Rita lleva a Morgan a que conozca a Rooks. Cuando la primera deja la habitación dejándolo solo, un nervioso Morgan llama a Finster y se pone aún más nervioso. Dispara a Rita accidentalmente y esta le aconseja que acuda a la habitación de al lado para encontrarse con Rooks. Cuando llega a la habitación, la encuentra llena de objetos que le son familiares incluyendo una fotografía de él y Rita juntos. Concluyendo que él mismo es Rooks se vuelve desconfiado con Rita a partir de ese momento.
Antes de que Rita pueda terminar de hablar con él, la habitación se llena de hombres armados. Rita y Morgan escapan al tejado del rascacielos a la vez que los equipos de seguridad de Digicorp y Sunway se encuentran, guiados por Finster y Callaway respectivamente. Después de unos momentos sin que nadie haga ningún movimiento, ambas partes se dan cuenta de que persiguen a la misma persona, Sebastian Rooks, y se apresuran al tejado donde encuentran a Morgan y Rita en un helicóptero. Rita no puede dirigirlo pero habiéndolo diseñado Sebastian sí, después de que Rita le presione para que recuerde su yo pasado ayudada al recordarle su amor por ella. Finalmente despega mientras ambos equipos disparan.
Levantando la vista ven el helicóptero y se dan cuenta demasiado tarde de la identidad de Morgan Sullivan. Sebastian detona una bomba causando que todo el tejado explote. En un velero en el sur del Océano pacífico, Sebastian revela el contenido del disco robado a Rita. Escrito en ellos terminate with extreme prejudice —eliminar— son las últimas copias de la identidad de Rita —después de haber destruido la última en una escena anterior—. Sebastian tira el disco al océano y añade: «ahora ya no quedan copias».

## Casting
- Jeremy Northam es Morgan Sullivan (Sebastian Rooks) y Jack Thursby.
- Lucy Liu es Rita Foster.
- Nigel Bennett es Finster.
- Timothy Webber es Callaway.
- David Hewlett es Virgil Dunn.
- Kari Matchett es Diane Thursby.
- Kristina Nicoll es Amy Sullivan.
- Boyd Banks es Fred Garfield.
- Marcus Hutchings es Jamison.

## Crítica
La película recibió críticas mixtas. La página Rotten Tomatoes le dio un 58%.
Variety destacó las buenas interpretaciones del reparto.
BBC destaca la atmósfera claustrofóbica y paranoica que impera en todo el film. 
Algunos críticos encontraron problemas en su compleja narrativa.